# Karl Friedrich von der Goltz

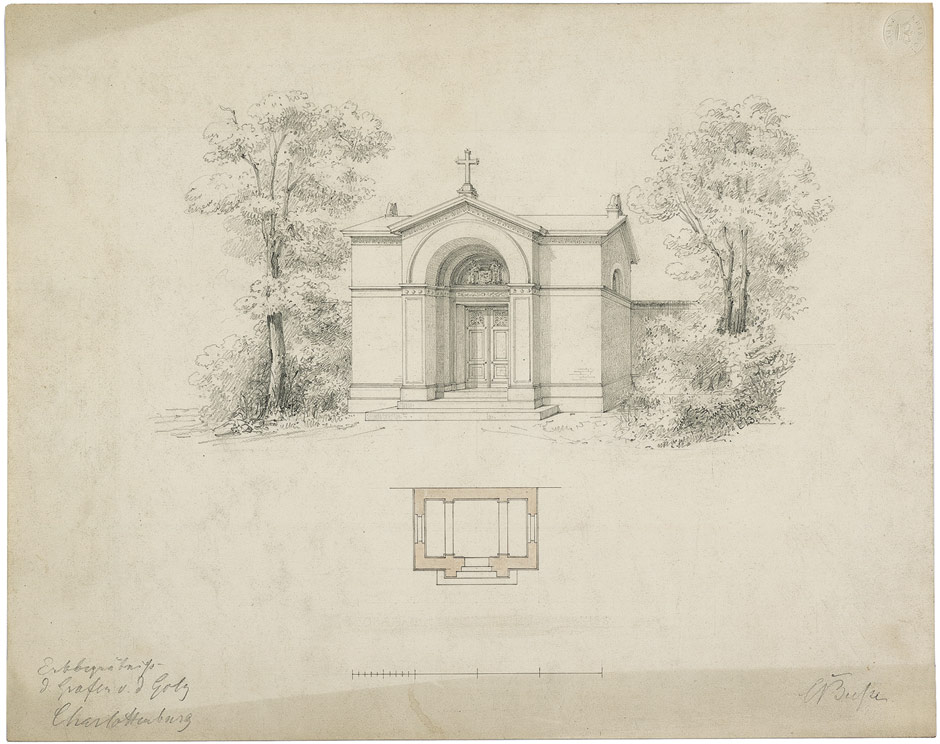
Mausoleum der Grafen von der Goltz auf dem Luisenfriedhof II in Charlottenburg

Carl Friedrich Ferdinand Graf von der Goltz (* 12. April 1815 in Stuttgart; † 21. Februar 1901 in Nizza) war ein preußischer General der Kavallerie.

## Leben
Karl Friedrich Ferdinand von der Goltz war der Sohn des Generalleutnants und Gesandten Graf Karl Friedrich Heinrich von der Goltz (1775–1822) und der Juliane, geborene Freiin von Seckendorff (1786–1857).
Nach dem Besuch der Ritterakademie in Brandenburg an der Havel trat Goltz am 21. August 1832 in das 1. Kürassierregiment der Preußischen Armee in Breslau ein. Er wurde am 14. September 1833 Sekondeleutnant und nahm im Gefolge des französischen Marschalls Bugeaud 1844/45 am Feldzug in Algerien teil. 1848 wurde Goltz Adjutant des Prinzen von Preußen, des späteren Kaisers Wilhelm, den er 1849 auf dem Feldzug nach Baden begleitete.
Goltz wurde 1859 Oberstleutnant und Kommandeur des 7. Husaren-Regiments in Bonn und 1861 Flügeladjutant des Königs. Seit 1864 befehligte Goltz die 14. Kavallerie-Brigade, die er auch 1866 während des Krieges gegen Österreich in den Kämpfen bei Münchengrätz und Königgrätz führte. In gleicher Funktion übernahm Goltz am 31. Oktober 1866 die 19. Kavallerie-Brigade. 1868 wurde er Kommandeur der Garde-Kavallerie-Division und nahm mit diesem Großverband während des Krieges gegen Frankreich 1870/71 an den Schlachten bei Gravelotte, Sedan und an der Einschließung von Paris teil, nachdem er im Juli 1870 zum Generalleutnant und Generaladjutanten befördert worden war.
Im Oktober 1872 gab Goltz das Kommando der Garde-Kavallerie-Division ab und wurde 1873 Chef des Reitenden Feldjägerkorps sowie 1875 General der Kavallerie. Anlässlich seines 50-jährigen Dienstjubiläums schlug ihn Wilhelm I. am 21. August 1882 zum Ritter des Schwarzen Adlerordens. Goltz war seit dem 12. Dezember 1882 Ritter des Seraphinenordens. Er wurde am 10. April 1888 zur Disposition gestellt, blieb aber diensttuender Generaladjutant Kaiser Wilhelms I. bis zum Tod des Monarchen.

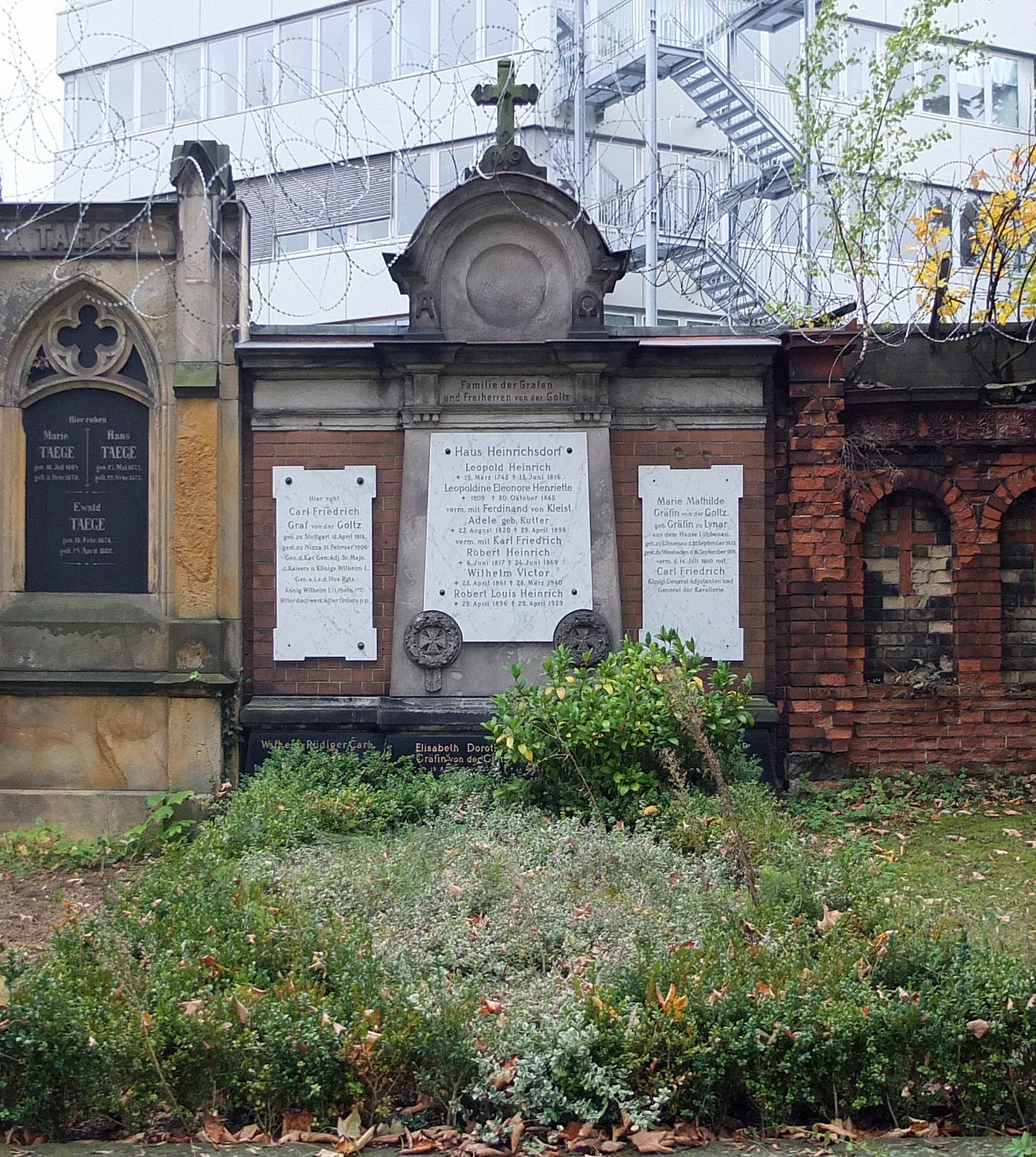
Grabstätte

Nach seinem Tod wurde er im Mausoleum der Familie in Charlottenburg auf dem Luisenfriedhof II in Berlin-Westend bestattet. Sein Grab ist als Ehrengrab der Stadt Berlin gewidmet.
In Dortmund trägt die Anfang des 20. Jahrhunderts im Kaiserviertel parallel zum Ostenfriedhof angelegte Von-der-Goltz-Straße bis heute seinen Namen.

## Familie
Goltz verheiratete sich am 14. Juli 1860 in Lübbenau mit Mathilde Maria Gräfin von Lynar (1835–1876) aus dem Hause Lübbenau. Sie war die Hofdame von Prinzessin Victoria. Aus der Ehe gingen folgende Kinder hervor:
- Wilhelm Victor Robert Hermann (1861–1940) ⚭ Elisabeth Luise Curtin (* 1870)
- Marie Elisabeth (1862–1866)
- Eugen (1864–1944), preußischer Generalmajor ⚭ Alwina Brantsen van de Zyp (1868–1957)
- Eleonore Maria (1865–1866)
- Mathilde (* 1866)

Nach dem Tod seiner ersten Ehefrau heiratete Goltz am 1. Oktober 1891 in Wiesbaden Adele Kutter, verwitwete Preyer (1820–1898).